# 拉斐特 (亚拉巴马州)
拉斐特（英語：La Fayette）是美国阿拉巴马州下属的一座城市，亦是钱伯斯县縣城。面积约为8.86平方英里（约合22.94平方公里）。根据2000年人口普查，该市有人口3,234人。根据2010年人口普查，该市有人口3,003人，人口密度为339.05/平方英里（约合130.91/平方公里）。

## 地理
該地的座標為32°32′08″N 85°14′34″W / 32.5354859°N 85.242822°W（32.898572,-85.400784）。根據2000年人口普查，本城面積為8.9平方英里（23.05平方），沒有水域。